# Cédez-le-passage cycliste au feu
Pour la règle concernant les véhicules à moteur, voir virage à droite au feu rouge.

Panneau pour cyclistes autorisant le virage à droite au feu rouge, en Allemagne.

Le cédez-le-passage cycliste au feu est une signalisation donnant la possibilité aux cyclistes, à un feu de circulation, de continuer leur route alors même que le feu est rouge, après avoir cédé le passage à tous les autres usagers.

## Utilité

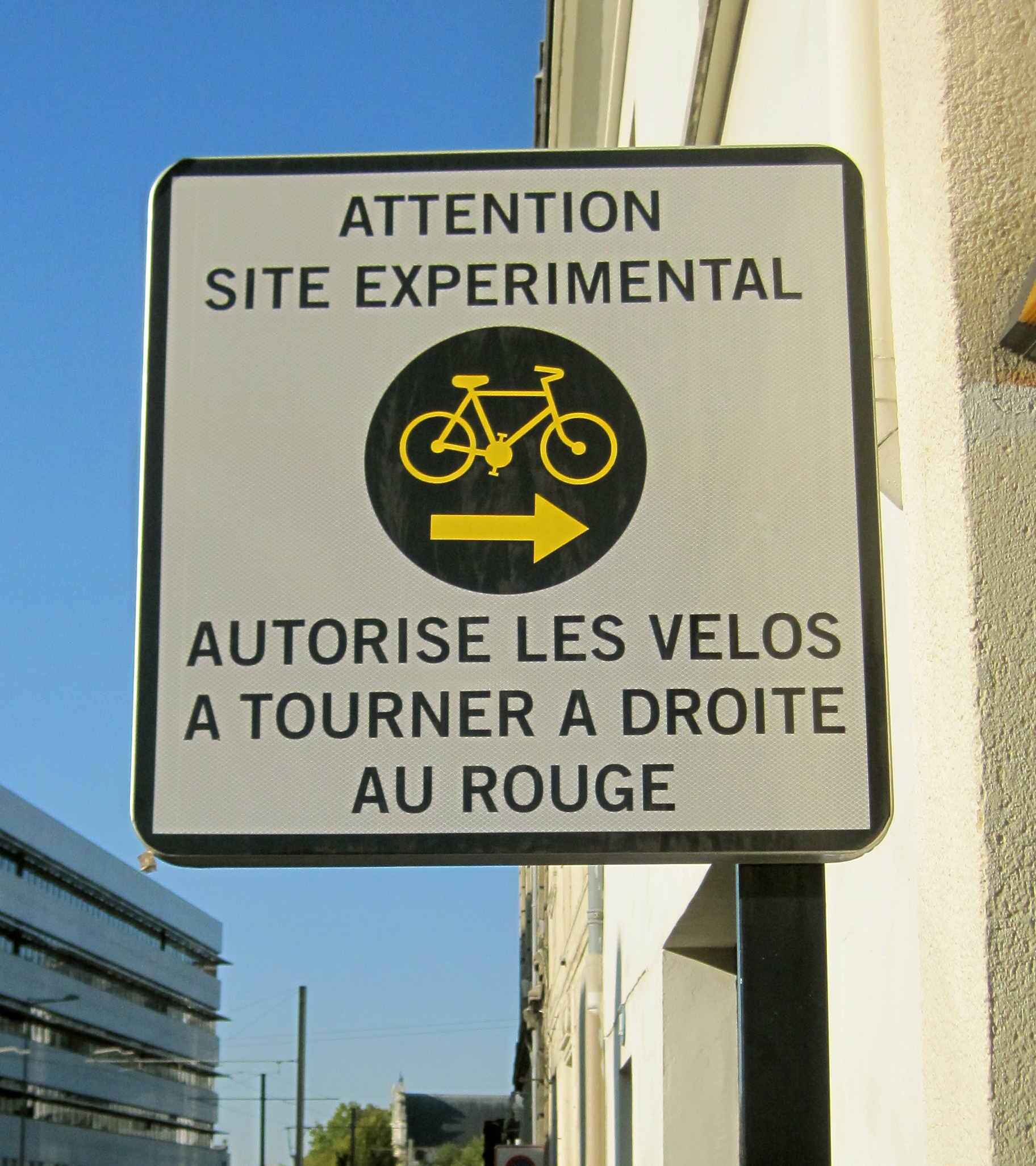
Panneau sur site expérimental à Bordeaux.

Ce dispositif accroît la sécurité des cyclistes : il permet au cycliste de réaliser son mouvement de tourne à droite, ou de franchissement du carrefour en poursuivant tout droit, dès que ce carrefour s'est vidé des véhicules motorisés qui étaient en attente d'une phase verte, et avant que les véhicules stoppés par la phase rouge ne s'avancent sur le carrefour. Ce dispositif dissocie par ailleurs le démarrage des véhicules motorisés tournant à droite (et cause de nombreux accidents, notamment en présence de poids lourds dont le champ de vision est limité par des angles morts importants) de celui des cyclistes.
Il apporte aussi un confort de circulation et un avantage aux mobilités actives en raccourcissant (en temps) encore un peu plus leur parcours en ne les contraignant pas à patienter à un feu rouge si le carrefour est vide de tout véhicule motorisé, ainsi que de piéton.

## Implantation

### Pays précurseurs en Europe
Ce dispositif existe depuis 1990 aux Pays-Bas (« rechtsaf voor fietsers vrij »).
En Allemagne, le concept est discuté depuis de nombreuses années et encore en test.

### Belgique
Proposé en mai 2012, à l'initiative du député fédéral Anthony Dufrane, cosignée par les députées fédérales Valerie De Bue et Karin Temmerman, avec d'autres suggestions de modifications du Code de la route, par les associations cyclistes belges, le tourne-à-droite cycliste aux feux rouges est expérimenté depuis juin 2012 dans la région bruxelloise et depuis février 2014 en Wallonie.
En novembre 2016, le Ministre bruxellois de la Mobilité, Pascal Smet, et la Secrétaire d’État bruxelloise à la Sécurité routière Bianca Debaets ont décidé, via un arrêté ministériel, l’obligation de l’installation des panneaux B22 et B23 à tous les carrefours des 19 communes de la région Bruxelloise, sauf si les conditions de sécurité ne le permettent pas.

### France

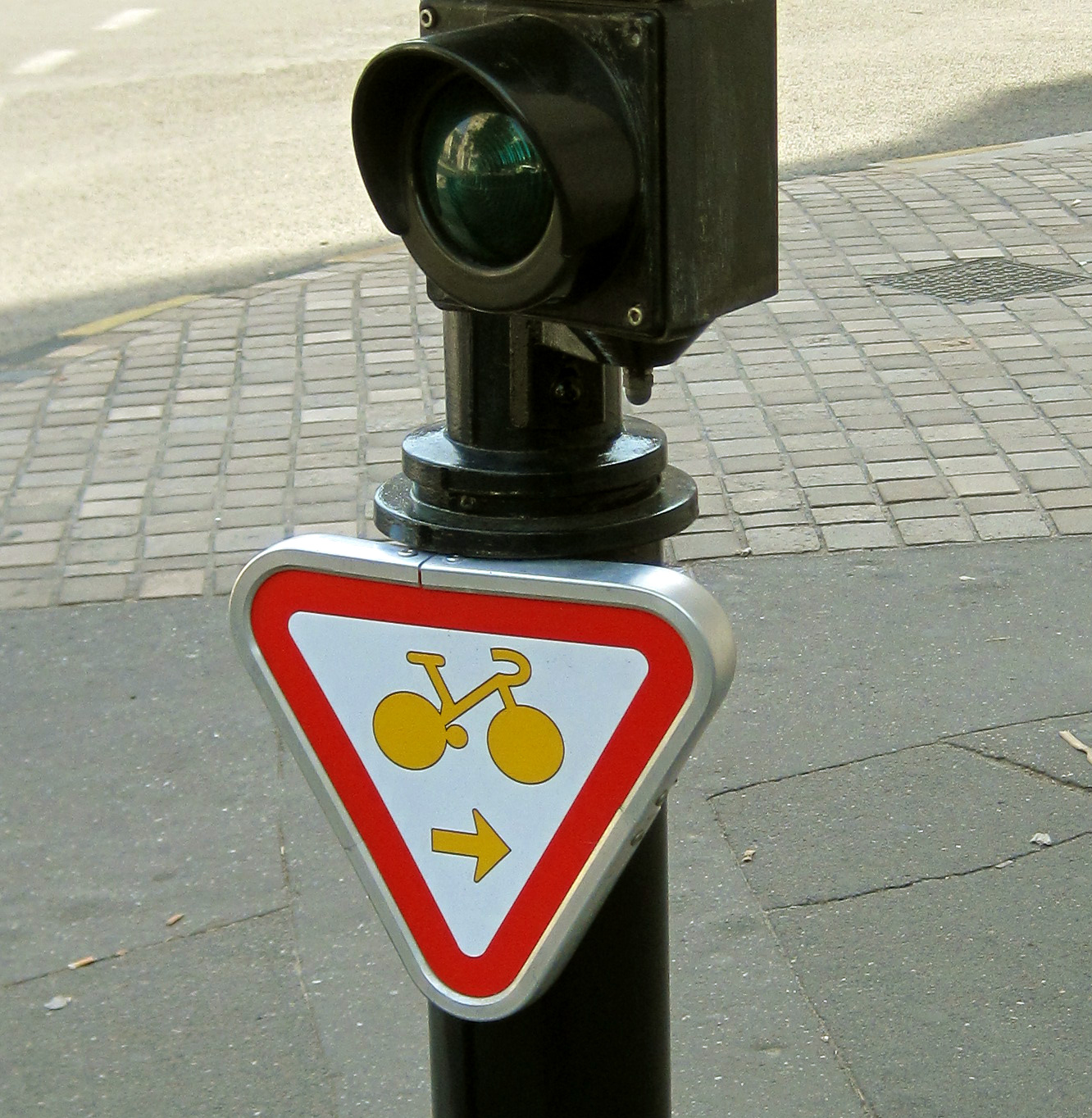
Pannonceau M12a « tourne-à-droite ».

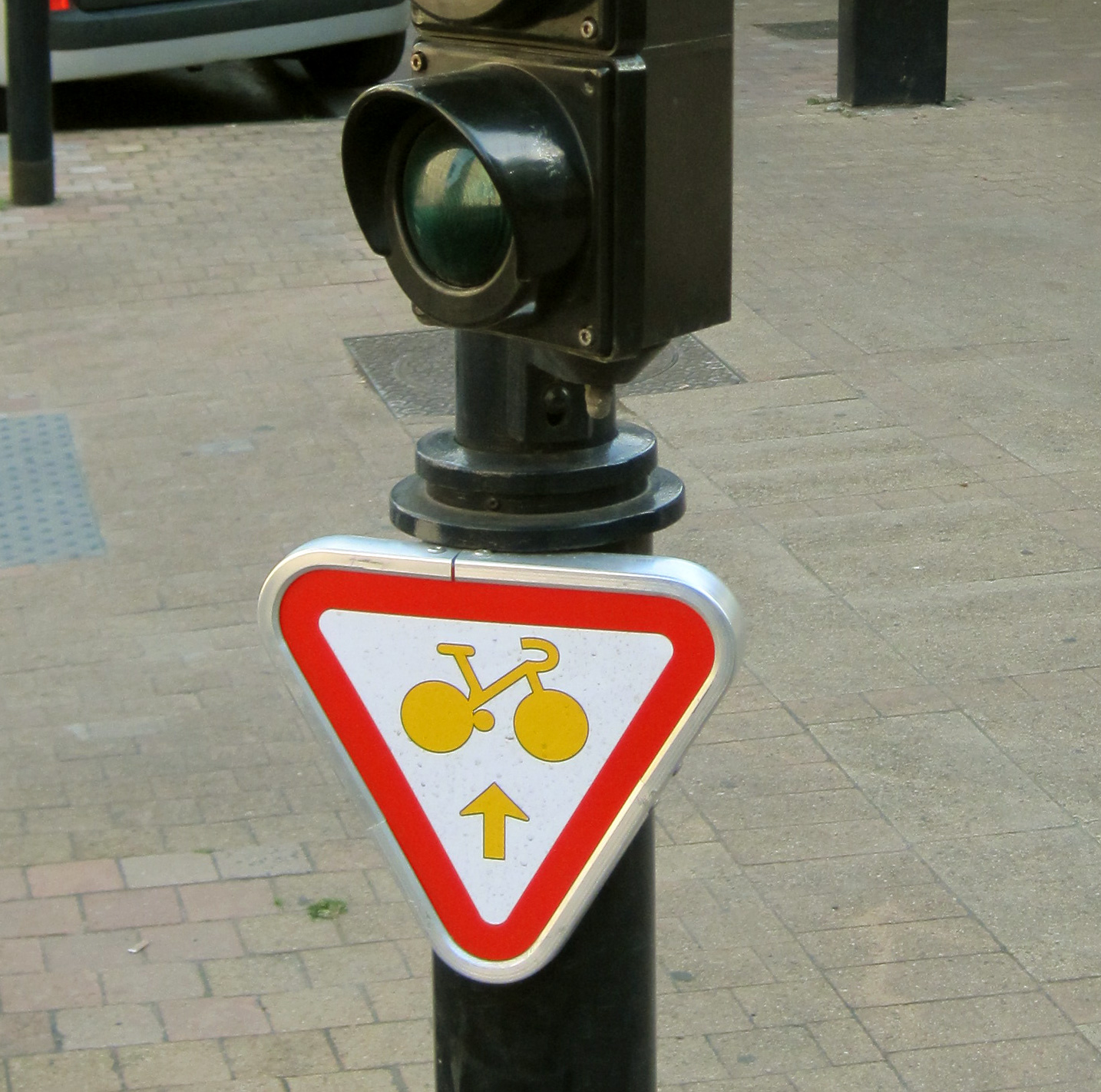
Pannonceau M12b « va-tout-droit ».

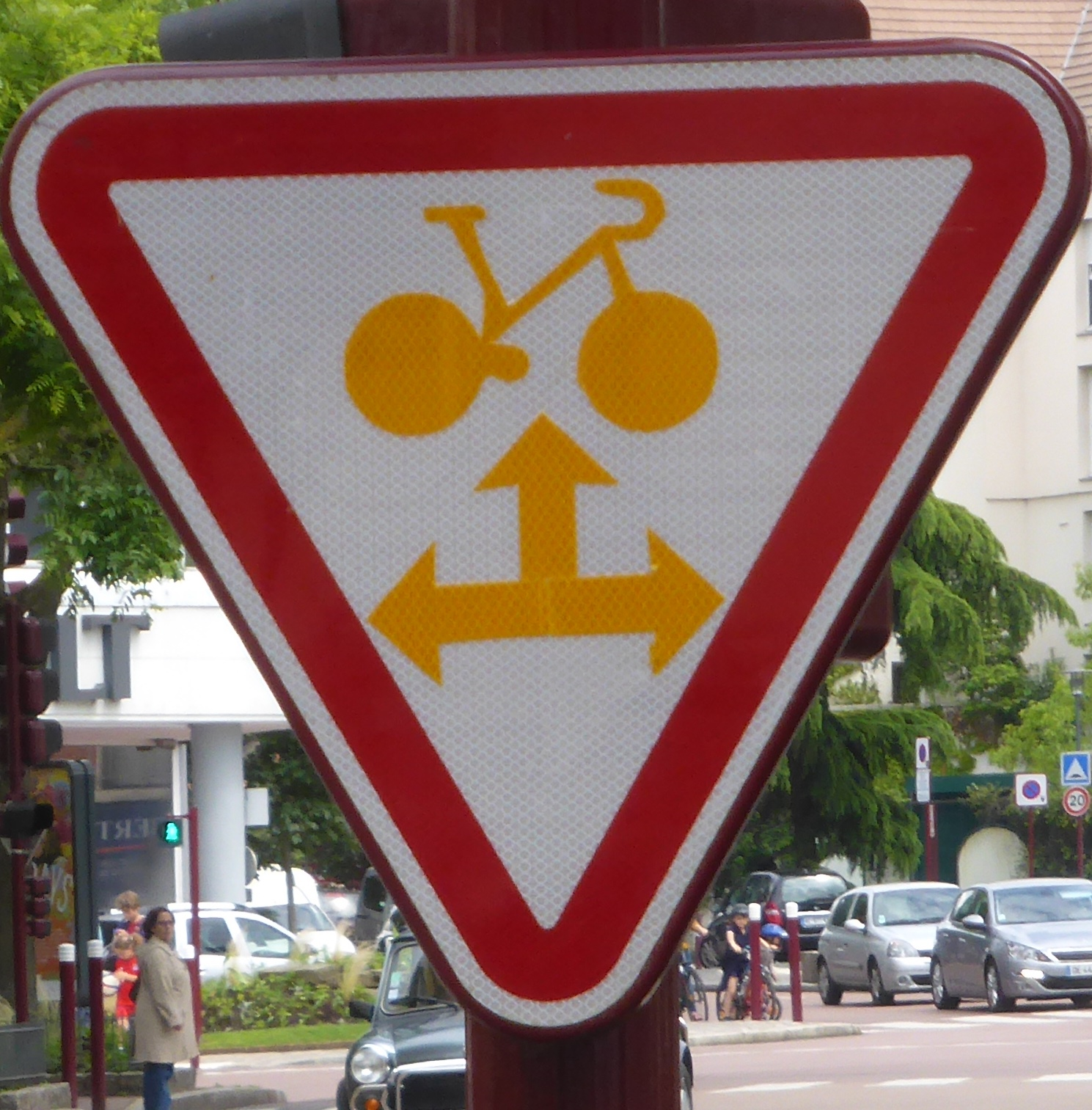
Panneau « trois directions ».

Un groupe de travail associant plusieurs villes françaises, piloté par la délégation à la sécurité et à la circulation routières (DSCR), a conçu le tourne-à-droite cycliste français.
En France, ce dispositif est dénommé « autorisation conditionnelle de franchissement pour cycles (M12) » dans la réglementation et, depuis novembre 2012, cédez-le-passage cycliste au feu par les techniciens.
Pour partager les expériences sur ce nouveau dispositif et observer son utilisation par les collectivités, un « observatoire des Tourne à Droite Vélo au feu rouge » a été mis en place en novembre 2012, renommé ensuite Observatoire National des Cédez le Passage Cycliste au Feu.

#### Panneaux tourne à droite et/ou tout droit
Une expérimentation de plusieurs années à Strasbourg (en 2008) et Bordeaux, puis à Nantes a abouti à une modification du Code de la route autorisant les maires à mettre en place ce dispositif par l'article 18 du décret du 12 novembre 2010 du ministère de l'Environnement et des Transports, modifiant l'article R. 415-15 du Code de la route.
L'arrêté du 12 janvier 2012 a ensuite défini la « signalisation visant à autoriser un mouvement directionnel pour les cyclistes dans les carrefours à feux » : ce peut être soit un feu clignotant réservé aux cycles, soit un panonceau, plus propice à la généralisation du dispositif.
À Strasbourg comme à Bordeaux et Nantes, la mise en place de ces dispositions n'a été accompagnée d'aucun accident, le cycliste devant évidemment s'assurer, comme pour un « cédez-le-passage », que la voie est libre.
À Paris, le dispositif est progressivement généralisé à partir de l'été 2013 dans l'ensemble des zones 30. Une expérimentation menée en 2012 sur une quinzaine de carrefours dans le 10e arrondissement s'est révélée très positive et aucun accident n'a été recensé.
À l'été 2015, Paris ajoute environ un millier de croisements au demi-millier déjà équipés précédemment.
À Rennes, 38 carrefours ont été équipés en 2012.
À Grenoble, environ 240 panneaux seront posés sur 120 carrefours répartis sur l’ensemble de la ville.
À Tours, 170 panneaux équipent fin 2016 les feux sur l'ensemble de la ville.
Dans les carrefours en « T », les mêmes dispositions permettent d'aller tout droit au feu rouge sur la voie en continuité.

#### Panneaux tourne à gauche et panneaux trois directions
Des panneaux bidirections tout-droit et à gauche ont été installés en mai 2016 à Sceaux et à Paris 10e arrondissement,.
Des panneaux autorisant le passage dans les trois directions – tout droit, à droite et à gauche – ont été posés le 21 mai 2016 à deux carrefours de la ville de Sceaux, une première mondiale,,.

### Suisse

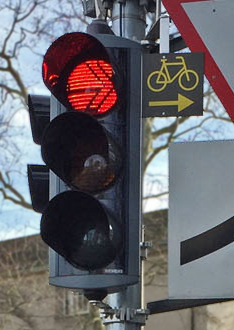
Plaque complémentaire autorisant le virage à droite pour les cyclistes, en Suisse.

En Suisse, dès le 1er janvier 2021, les cyclistes peuvent tourner à droite au feu rouge, lorsque cela est indiqué, en cédant la priorité. Le panneau l'autorisant est une plaque complémentaire noire avec un vélo et une flèche jaunes, fixée à côté du feu rouge.